# Biskupiec (Powiat Nowomiejski)
Biskupiec (deutsch Bischofswerder) ist ein Ort im Powiat Nowomiejski (Neumarker Kreis) der polnischen Woiwodschaft Ermland-Masuren. Der Ort ist Sitz der gleichnamigen Landgemeinde.
Der polnische Name der nicht weit entfernt liegenden Stadt Bischofsburg im historischen Ostpreußen lautet ebenfalls Biskupiec. Zur Unterscheidung wird der hiesige Ort umgangssprachlich oft Biskupiec Pomorski genannt, welches der polnische Name der Bahnstation in Bielice an der Bahnstrecke Toruń–Korsze ist.

## Geographische Lage
Die Ortschaft liegt im historischen Oberland am rechten Ufer der Osa (Ossa) in einer Höhe von 80 m über dem Meeresniveau, etwa 23 km südlich von Susz (Rosenberg) und 38 km südöstlich von Kwidzyn (Marienwerder).

## Geschichte

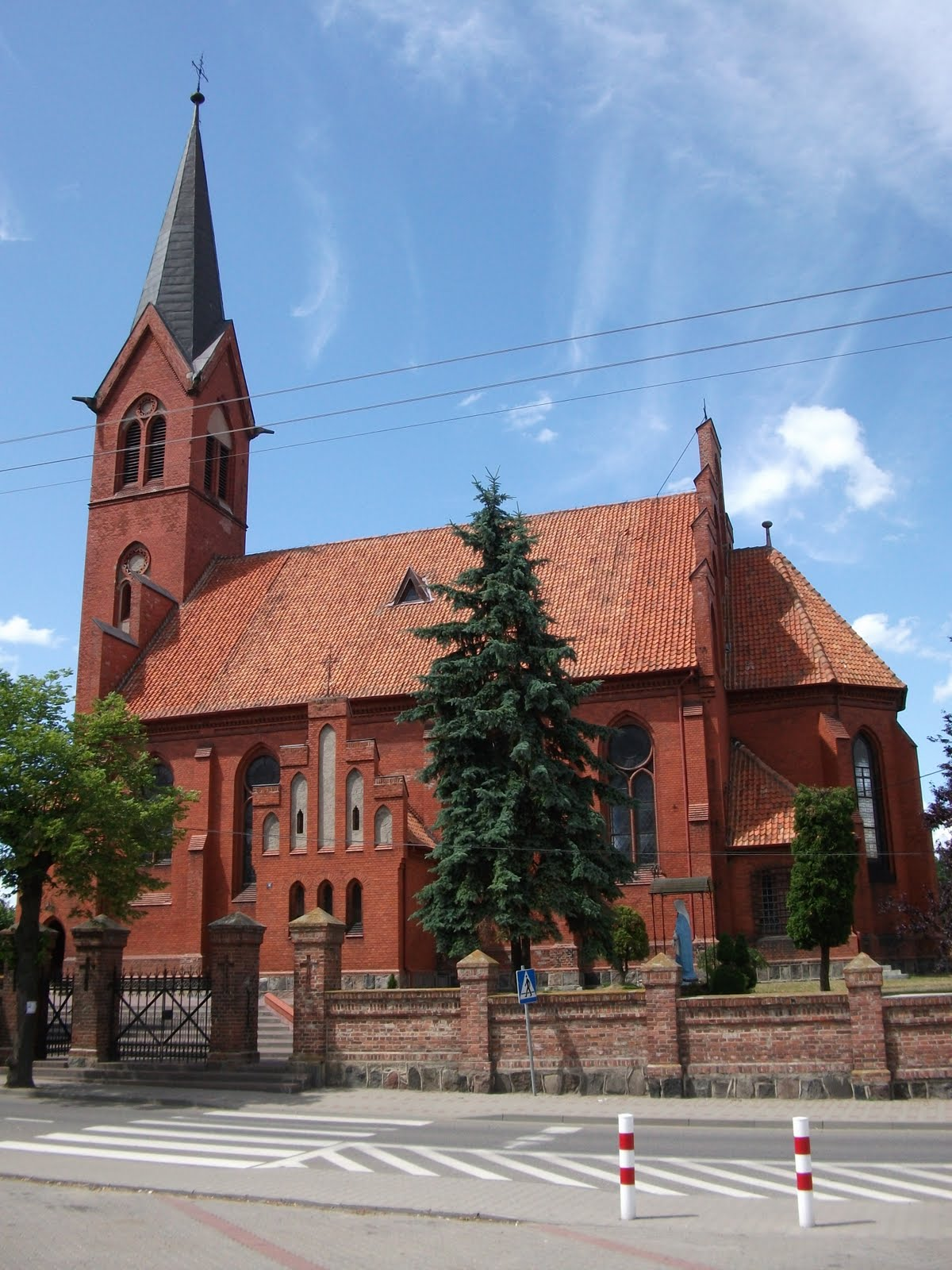
Kirche des hl. Johannes Nepomuk

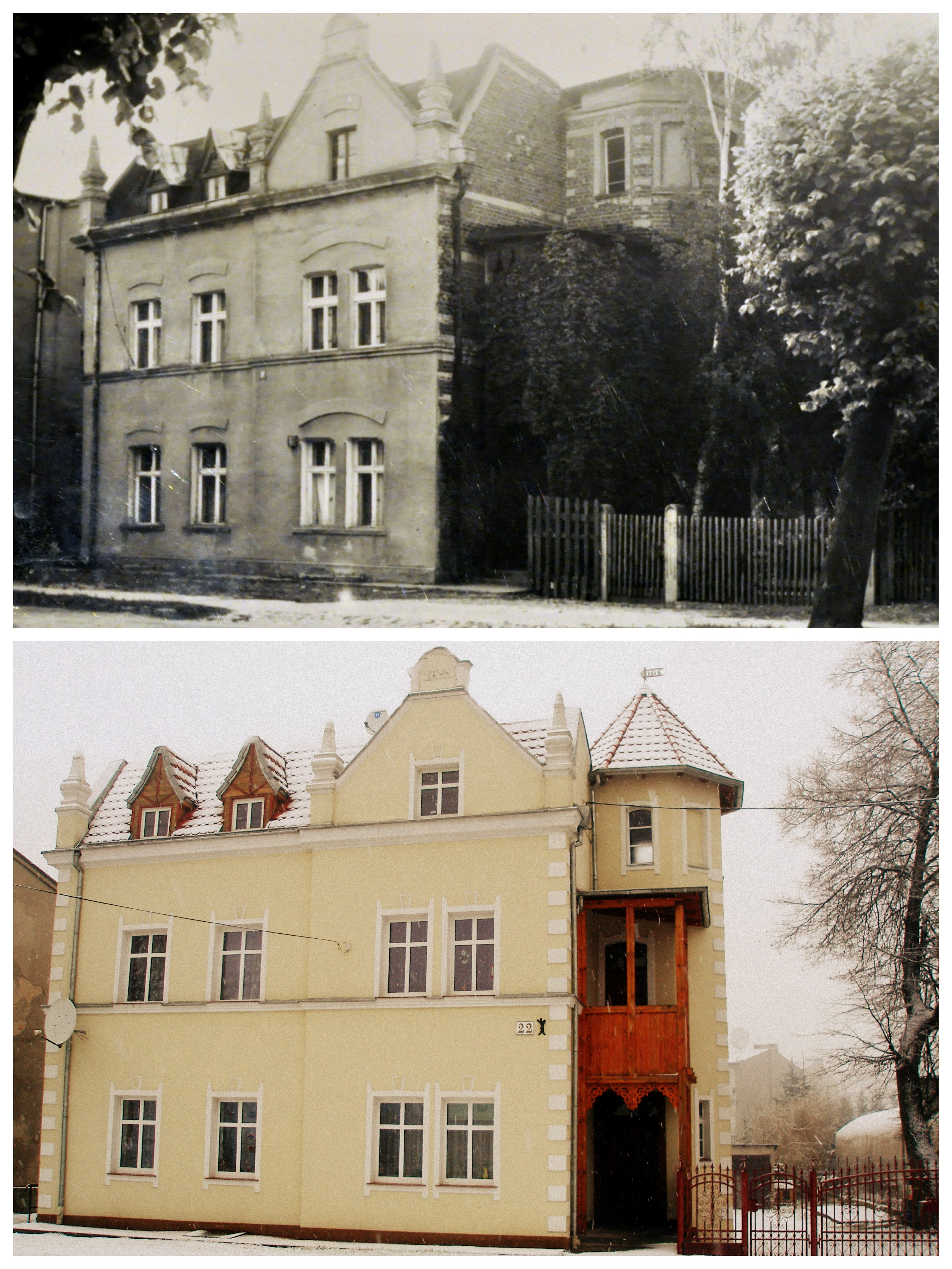
Stadtvilla aus dem 19. Jahrhundert in der Graudenzer Straße: im Zustand von 1974 (obere Bildhälfte) und nach der Restaurierung (untere Bildhälfte, Aufnahme 2012)

Die Ortschaft Bischofswerder wurde 1325 von Bischof Rudolph von Pomesanien neu gegründet, was auch ihren Namen erklärt; sie erhielt 1331 von ihm und dem Kapitel seiner Kirche das Stadtrecht.
Nach dem Brand von 1726 wurde die Stadt von Friedrich Wilhelm I. auf Staatskosten neu erbaut. Für die Neubauten wurde gemauertes Fachwerk verwendet; die Häuser erhielten ausnahmslos Dächer mit Dachziegeln.
Am Anfang des 20. Jahrhunderts gab es am Ort eine evangelische Kirche, eine katholische Kirche und eine Synagoge, ein Hospital, Maschinen- und Tuchfabriken und eine Kreissparkasse. Die Bevölkerung war überwiegend evangelisch.
Bischofswerder im Landkreis Rosenberg, Regierungsbezirk Marienwerder, gehörte bis nach Ende des Ersten Weltkriegs zu Westpreußen. Aufgrund der Bestimmungen des Versailler Vertrags stimmte die Bevölkerung im Abstimmungsgebiet Marienwerder, zu dem Bischofswerder gehörte, am 11. Juli 1920 über die weitere staatliche Zugehörigkeit zu Ostpreußen (und damit zu Deutschland) oder den Anschluss an Polen ab. In Bischofswerder stimmten 1270 Einwohner für den Verbleib bei Ostpreußen, auf Polen entfielen 227 Stimmen. Das westpreußische Bischofswerder kam daraufhin am 1. Juli 1922 zur Provinz Ostpreußen. Die Ossa bildete die Grenze zum Polnischen Korridor. Nach der völkerrechtswidrigen Annexion des Korridorgebiets in das Reichsgebiet als Folge des Überfalls auf Polen 1939 gehörte der Kreis Rosenberg mit Bischofswerder zum Reichsgau Danzig-Westpreußen.
Gegen Ende des Zweiten Weltkriegs wurde die Region nach Kämpfen mit der deutschen Wehrmacht von der Roten Armee besetzt. Nach Einstellung der Kampfhandlungen  wurde Bischofswerder seitens der sowjetischen Besatzungsmachtzusammen mit der südlichen Hälfte Ostpreußens der Volksrepublik Polen zur Verwaltung überlassen. Soweit die deutschen Einwohner nicht geflohen waren, wurden sie in der Folgezeit pon der polnischen Administration aus Bischofswerder vertrieben.
Bischofswerder wurde unter der polnischen Ortsbezeichnung Biskupiec verwaltet; die Ortschaft verlor 1946 die Stadtrechte.

### Demographie
| Jahr | Einwohner | Anmerkungen |
| ---- | --------- | --- |
| 1543 | 0350      | [ 6 ] |
| 1740 | 0278      | [ 6 ] |
| 1785 | 0919      | mit der Garnison (89 Personen, eine Schwadron Dragoner), meist Evangelische, Einwohner sprechen Deutsch und Polnisch                                                                       |
| 1801 | 1133      | [ 6 ] |
| 1816 | 1078      | [ 7 ] |
| 1831 | 1029      | deutsche Einwohner |
| 1840 | 1895      | [ 6 ] |
| 1871 | 2081      | darunter 1.709 Evangelische und 220 Katholiken |
| 1885 | 1948      | [ 9 ] |
| 1900 | 2048      | meist Evangelische |
| 1905 | 2060      | davon 616 Katholiken und 95 Juden. |
| 1910 | 2311      | am 1. Dezember, davon 1740 mit deutscher Muttersprache (1381 Evangelische, 281 Katholiken, 62 Juden, 16 Sonstige) und 466 mit polnischer Muttersprache (vier Evangelische, 462 Katholiken) |
| 1933 | 1792      | [ 9 ] |
| 1939 | 1821      | [ 9 ] |
| 1943 | 1975      | [ 6 ] |

| Jahr | Einwohner | Anmerkungen |
| ---- | --------- | ----------- |
| 2011 | 1.913     | [ 1 ]       |

## Gemeinde
Zur Landgemeinde Biskupiec gehören 25 Ortsteile mit einem Schulzenamt. Die Fläche der Gmina umfasst 241 km².

## Verkehr
Die Ortschaft ist über die Überlandstraße 538 an das Verkehrsnetz angeschlossen.

## Söhne des Ortes
- Hugo Freiherr von Obernitz (1819–1901), Generaladjutant Kaiser Wilhelms I.
- Friedrich Lange (1849–1927), Chirurg und Förderer gemeinnütziger Einrichtungen
- Oswald Holder-Egger (1851–1911), Mediävist und Paläograph
- Martin Littmann (1864–1945), deutsch-schweizer Rabbiner
- Georg Hellwich (1880–1974), Buchbinderei, Buch- und Papierhandlung G. Hellwich
- Ernst Biesalski (1881–1963), deutscher Chemiker.